# Erich Lessing
Erich Lessing (13. července 1923 Vídeň – 29. srpna 2018) byl rakouský fotograf a fotožurnalista, člen agentury Magnum. Dokumentoval dění v Evropě především v padesátých letech. Byl rovněž autorem řady obrazových publikací na historická a zeměpisná témata.

## Život
Narodil se ve Vídni v židovské rodině dentisty a koncertní klavíristky. V roce 1939 uprchl před nacisty do Palestiny. Zde se vyučil radiotechnikem. Prošel různými zaměstnáními: choval kapry v kibucu či řídil taxík. Nakonec se začal věnovat svému koníčku z mládí: fotografii. Nejprve fotografoval běžné portrétní a skupinové fotografie. Pak se stal fotografem britské armády.
V roce 1947 se vrátil do Rakouska. Pracoval pro agenturu Associated Press. V roce 1951 se stal členem agentury Magnum Photos. Spolupracoval s jejími předními fotografy, jako byli: Robert Capa, Henri Cartier-Bresson, Ernst Haas, George Rodger či David Seymour. Jeho fotografie otiskovaly přední obrazové magazíny, například: Quick, Life, Paris Match, Epoca.
Zachytil fotograficky řadu významných politických událostí, například:
- duben 1951 – návštěva německého kancléře Konrada Adenauera v Paříži,
- 15. květen 1955 – vyhlášení rakouské státní smlouvy,
- 18. červenec 1955 – setkání představitelů Sovětského svazu, USA, Francie a Velké Británie v Ženevě,
- 1956 – Maďarské povstání

Po roce 1960 se věnoval tvorbě fotografických publikací se zeměpisnými a uměleckými tématy:
- 1954 Szene: Ein Bildwerk über die Wiener Staatsoper u.d. Burgtheater, Vídeň: Verl. d. Österreich. Staatsdruckerei
- 1963 Imago Austriae – dějiny Rakouska, Vídeň: Herder
- 1966 Die Odyssee, Freiburg: Herder Verlag
- 1969 Marcel Prawy: Die Wiener Oper: Geschichte und Geschichten, fotografie: Erich Lessing, Henri Cartier-Bresson, Atelier Dietrich, Foto Bayer, Elisabeth Hausmann, Barbara Pflaum a další, Vídeň: Fritz Molden,
- 1969 Die Bibel, das Alte Testament in Bildern, Freiburg i. Br. ; Basel ; Vídeň: Herder
- 1980 Paulus, Freiburg im Breisgau ; Basel ; Vídeň: Herder, ISBN 3-451-18157-6
- 1983 Die italienische Renaissance / in Bildern erzählt von Erich Lessing, München: Bertelsmann, ISBN 3-570-02388-5
- 1985 Die Niederlande. Die Geschichte in den Bildern ihrer Maler, München: Bertelsmann
- 1989 Die Geschichte Frankreichs, München: Bertelsmann, ISBN 3-570-07583-4

Dokumentoval i vznik některých významných filmů:
- 1956 Moby Dick, (Bílá velryba), americký film, režie John Huston, scénář Ray Bradbury, v roli kapitána Achaba Gregory Peck.
- 1964 Řek Zorba, režie: Michalis Kakojannis, v hlavní roli: Anthony Quinn

## Výstavy
- Erich Lessing – Magnum Photos, Rakouské kulturní fórum, Praha, 23. dubna – 31. července 2015[4]

## Ocenění díla
Je nositelem celé řady ocenění, například:
- 1966 – Prix Nadar za knihu Odyssee (Osysseus)[2]
- 1976 – Kulturní cena města Vídně
- 1992 – Medaile Imre Nagy za fotografickou dokumentaci Maďarského povstání v roce 1956[2]
- 1997 – Velká rakouská státní cena[2]